# Delphine Batho
Pour les articles homonymes, voir Batho.
Delphine Batho , née le 23 mars 1973 dans le 12e arrondissement de Paris, est une femme politique française.
Militante dès le collège puis leader syndicale lycéenne membre de la FIDL et vice-présidente de SOS Racisme, elle devient ensuite cadre du Parti socialiste (PS), où elle est spécialiste de la sécurité. En 2007, elle succède à Ségolène Royal comme députée de la 2e circonscription des Deux-Sèvres.
Porte-parole de François Hollande lors de la campagne pour l'élection présidentielle de 2012, elle est tout d'abord nommée ministre déléguée à la Justice dans le premier gouvernement Jean-Marc Ayrault, avant de devenir ministre de l'Écologie, du Développement durable et de l'Énergie en juin 2012, dans le deuxième gouvernement Ayrault. Le 2 juillet 2013, à la suite d'un désaccord sur la politique budgétaire du gouvernement, elle est relevée de ses fonctions de ministre par le président de la République sur proposition du Premier ministre.
À nouveau députée depuis 2013, elle est réélue en 2017 et devient vice-présidente du groupe Nouvelle gauche à l'Assemblée nationale, groupe qu'elle quitte en 2018, en même temps que le PS. Elle prend alors la présidence de Génération écologie. En mai 2020, elle rejoint le groupe Écologie démocratie solidarité, dont elle est vice-présidente. Celui-ci étant dissous en octobre 2020, elle rejoint les non-inscrits.
Candidate à la primaire écologiste de 2021, elle arrive en troisième position, avec 22,32 % des voix, prônant la décroissance. Elle est réélue députée lors des élections législatives de 2022. Elle est à nouveau réélue lors des élections législatives de 2024.

## Carrière

### Jeunesse militante à la FIDL et SOS Racisme
Fille des photographes John Batho (ancien ouvrier relieur  dans une imprimerie des Deux-Sèvres, puis aux Archives nationales, professeur aux Beaux-arts) et Claude Batho née Bodier, une mère qu'elle perd à huit ans, Delphine Batho commence à militer au collège dans des opérations humanitaires et lors des manifestations lycéennes de 1986 contre le projet de loi Devaquet, politiquement influencée par des artistes comme Daniel Balavoine et Coluche.
Bachelière au lycée Henri-IV à Paris, où elle fréquente les mêmes bancs que Mazarine Pingeot, elle adhère en 1988 à SOS Racisme et à la Fédération indépendante et démocratique lycéenne (FIDL), dont elle prend la présidence deux ans plus tard. Elle se fait connaître en 1990 lors des manifestations étudiantes et lycéennes contre la violence, le manque de moyens alors que Lionel Jospin est  ministre de l'Éducation nationale. Après près de deux mois de grève, le mouvement obtient du ministre 4,5 milliards de francs pour rénover les lycées et des avancées en matière de droits lycéens (création des conseils académiques de la vie lycéenne, droit de réunion et d’affichage, etc.). Durant le mouvement, un passage de Delphine Batho au journal télévisé de 20 heures lui vaut d'être repérée par Julien Dray.
Le baccalauréat en poche en 1992, elle entame à Paris 7 des études d’histoire qu'elle abandonne par la suite. Alors qu'elle vient de quitter la FIDL, elle devient vice-présidente de SOS Racisme en septembre 1992, représentante de la « deuxième génération de SOS », selon l'expression du Monde, au côté du nouveau président Fodé Sylla, après le départ de Harlem Désir. Elle reste à la vice-présidence jusqu'en 1998.

### Premiers pas au Parti socialiste
Delphine Batho adhère au Parti socialiste en 1994 : elle devient alors membre du courant la Gauche socialiste animé par Jean-Luc Mélenchon, Marie-Noëlle Lienemann et Julien Dray. Aux côtés de ce dernier, elle commence à travailler les thèmes de la sécurité. Lors du congrès de Grenoble de 2000, elle entre au Bureau national. En 2003, lors de l’éclatement de la Gauche socialiste, elle reste fidèle à Julien Dray dont elle est alors la collaboratrice au conseil régional d'Île-de-France, chargée des questions de sécurité.
Elle rejoint la motion de François Hollande au congrès de Dijon (mai 2003) et devient l'année suivante, secrétaire nationale, chargée de la sécurité, dossier sur lequel elle travaille depuis 1998. Elle défend alors la ligne « prévention sanction ».
En 2006, elle est auditrice à l'Institut national des hautes études de la sécurité et de la justice (INHESJ).
Ségolène Royal, candidate à l'élection présidentielle de 2007, intègre ses réflexions en matière de sécurité dans le concept d'« ordre juste ». Dès lors, Delphine Batho est parmi les proches de la candidate et la conseille.

### Députée des Deux-Sèvres
Aux élections législatives de 2007, Delphine Batho est candidate dans la 2e circonscription des Deux-Sèvres où Ségolène Royal ne se représente pas afin d'éviter le cumul de mandats. Lors de l'investiture du PS, elle recueille 54,75 % des voix des militants contre 45,25 % à Éric Gautier, l'ancien suppléant de Ségolène Royal.
Au premier tour des élections, elle obtient 20 690 voix soit 44,55 % des suffrages. Au second tour, face à Jean-Pierre Griffault (UMP), elle l'emporte avec 57,42 % des suffrages (26 524 voix). Son suppléant est Jean-Luc Drapeau. Elle est, durant la législature 2007-2012, vice-présidente du groupe socialiste à l'Assemblée nationale chargée de la sécurité.
En 2012, elle est réélue dès le premier tour avec 53,18 % des suffrages exprimés dans la 2e circonscription des Deux-Sèvres aux élections législatives de 2012, modifiée à la suite du redécoupage des circonscriptions législatives françaises de 2010.

### Ministre des gouvernements Ayrault I et II

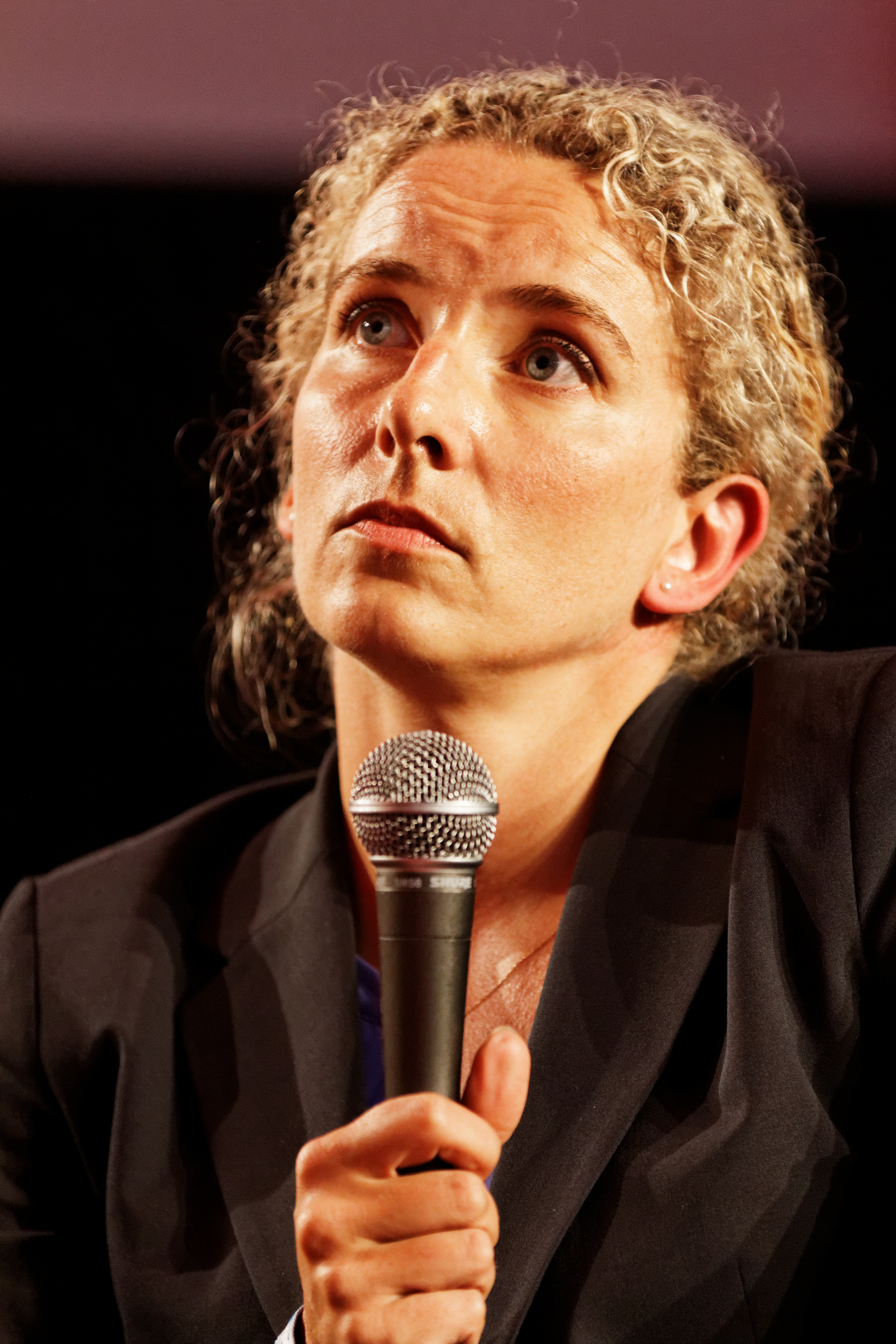
Delphine Batho lors de la Fête de l'Humanité en 2013.

Responsable du projet de Ségolène Royal lors des primaires citoyennes de 2011, Delphine Batho devient, après la victoire de François Hollande à la primaire, l'une des quatre porte-parole du candidat socialiste pour l'élection présidentielle de 2012.
Le 16 mai 2012, elle est nommée ministre déléguée à la Justice dans le gouvernement Jean-Marc Ayrault I, auprès de la garde des Sceaux, ministre de la Justice, Christiane Taubira.
Avant sa nomination au gouvernement, elle annonce son départ, comme le réclamait au nom de l'exemplarité depuis l'automne 2009 la Régie immobilière de la ville de Paris, de son logement intermédiaire de 108 m2 dans le 19e arrondissement de Paris, loué pour 1 524 euros par mois, qu'elle occupait depuis 2001, par le biais du 1 % patronal comme salariée à l'époque du conseil régional d'Île-de-France.
Lors des élections législatives de juin 2012, elle est réélue députée dès le premier tour. Sans attributions suffisamment précises au sein du gouvernement Ayrault I, et après un mois de relations difficiles avec sa ministre de tutelle, elle obtient le portefeuille de plein exercice de ministre de l'Écologie, du Développement durable et de l'Énergie le 21 juin 2012 dans le 2e gouvernement Ayrault composé après les législatives. Sous son autorité a notamment été organisée en septembre 2012 une conférence environnementale réunissant ONG, patronat, syndicats et élus. Lors de la conférence, les syndicats s'inquiètent de la fermeture de la centrale nucléaire de Fessenheim, mais la ministre assure de la volonté du gouvernement de préserver les emplois par un travail de reconversion professionnelle et industrielle,. Delphine Batho est favorable à la réduction de la part du nucléaire dans le mix énergétique.
Contrairement à Arnaud Montebourg, ministre du Redressement productif, elle est opposée à toute discussion nouvelle sur l'exploitation des gaz de schiste. Elle appuie dans un premier temps la décision de poursuivre la construction d'un aéroport à Notre-Dame-des Landes mais prend acte des conclusions de la commission scientifique, « qui a établi que la méthode de compensation environnementale n’était pas valable et pas recevable ». Par ailleurs, elle tente de mettre fin aux pollutions de l’usine d’alumine de Gardanne, et refuse de signer un décret relevant le seuil d’autorisation pour les élevages porcins en dépit des pressions du ministère de l’Agriculture et de Matignon. Peu avant d'être limogée, elle lance des états généraux pour la modernisation du droit de l’environnement.
Le 2 juillet 2013, le président de la République annonce qu'il met fin à ses fonctions en tant que ministre de l'Écologie, du Développement durable et de l'Énergie à la suite d'une interview dans laquelle elle qualifiait de « mauvais » le budget 2014 de son ministère et avouait « [sa] déception à l'égard du gouvernement ».
Le 4 juillet 2013, lors d'une conférence de presse, elle affirme : « Je n’ai commis ni une erreur ni une faute ». Le gouvernement, ajoute-t-elle, « marque un tournant par rapport à la volonté de mener à bien la transition écologique. C'est le tournant de la rigueur qui ne dit pas son nom et qui prépare la marche au pouvoir de l'extrême droite dans notre pays. […] Certaines forces économiques […] n'acceptaient pas le niveau d'ambition fixé pour la transition énergétique. […] Est-il normal que le PDG de Vallourec, Philippe Crouzet, ait annoncé ma chute prochaine voilà des semaines aux États-Unis,, ? »

### Retour à la députation
Delphine Batho redevient députée le 2 août 2013, un mois après son départ de son poste de ministre.
Le 21 octobre 2014, elle ne vote pas le projet de loi de finances 2015, rejoignant les « frondeurs » du Parti socialiste — désormais au nombre de 39 — avec Benoît Hamon et Aurélie Filippetti.
En octobre 2014, elle publie un livre, Insoumise, dans lequel elle relate son expérience au gouvernement et les circonstances de son départ : dans cet ouvrage, elle brosse un portrait à charge de décideurs qu'elle juge dépassés par les enjeux écologiques et sous influence des lobbys du secteur de l'énergie, et prône un changement de génération dans la classe politique. Dans un passage du livre, elle s'adresse directement à François Hollande et écrit : « Tu le sais bien, il n'y aura pas de deuxième mandat pour toi »,,. Le livre est un échec commercial.
Lors des élections législatives de 2017, elle est réélue avec 56,94 % des voix contre la candidate LREM, Christine Heintz (43,06 %), qui l'avait devancée lors du premier tour et avait reçu le soutien de Ségolène Royal.
À l'Assemblée nationale, elle fait adopter en 2016 l'amendement à la loi biodiversité interdisant les néonicotinoïdes, pesticides tueurs d'abeille ; la loi entre en vigueur le 1er septembre 2018. Avec François Ruffin, elle dépose des propositions de loi pour l’interdiction de certains vols intérieurs et pour l’instauration de quotas carbone individuels afin de limiter l’usage de l’avion. En 2018, elle est à l'initiative de l'amendement pour l'interdiction du glyphosate avec un terme en 2021 ; sa proposition est massivement rejetée, et elle dénonce les agissements de lobbys au Parlement,. En novembre 2019, son amendement au projet de loi antigaspillage, visant à interdire les campagnes de promotions du « Black Friday » en les intégrant aux « pratiques commerciales agressives », est adopté en commission.
Fin 2018, elle soutient le projet de création de 16 bassines de rétention d'eau dans les Deux-Sèvres, alors qu'elle y était opposée auparavant,. En 2020, elle annonce qu'elle ne participera plus aux réunions de suivi du protocole d'accord sur le projet, déplorant que les engagements des agriculteurs vers moins de pesticides et moins de consommation d'eau ne soient toujours pas définis.
En 2021, lors de l'examen du projet de loi portant lutte contre le dérèglement climatique et renforcement de la résilience face à ses effets, elle présente avec d’autres députés une proposition pour « une vraie loi climat », qu'elle présente comme permettant de « faire cinq à huit fois plus que le texte actuel, en évitant plus de 50 millions de tonnes de CO2 par an d’ici à 2030 ».
En mai 2021, elle participe à la manifestation de policiers devant l’Assemblée nationale.

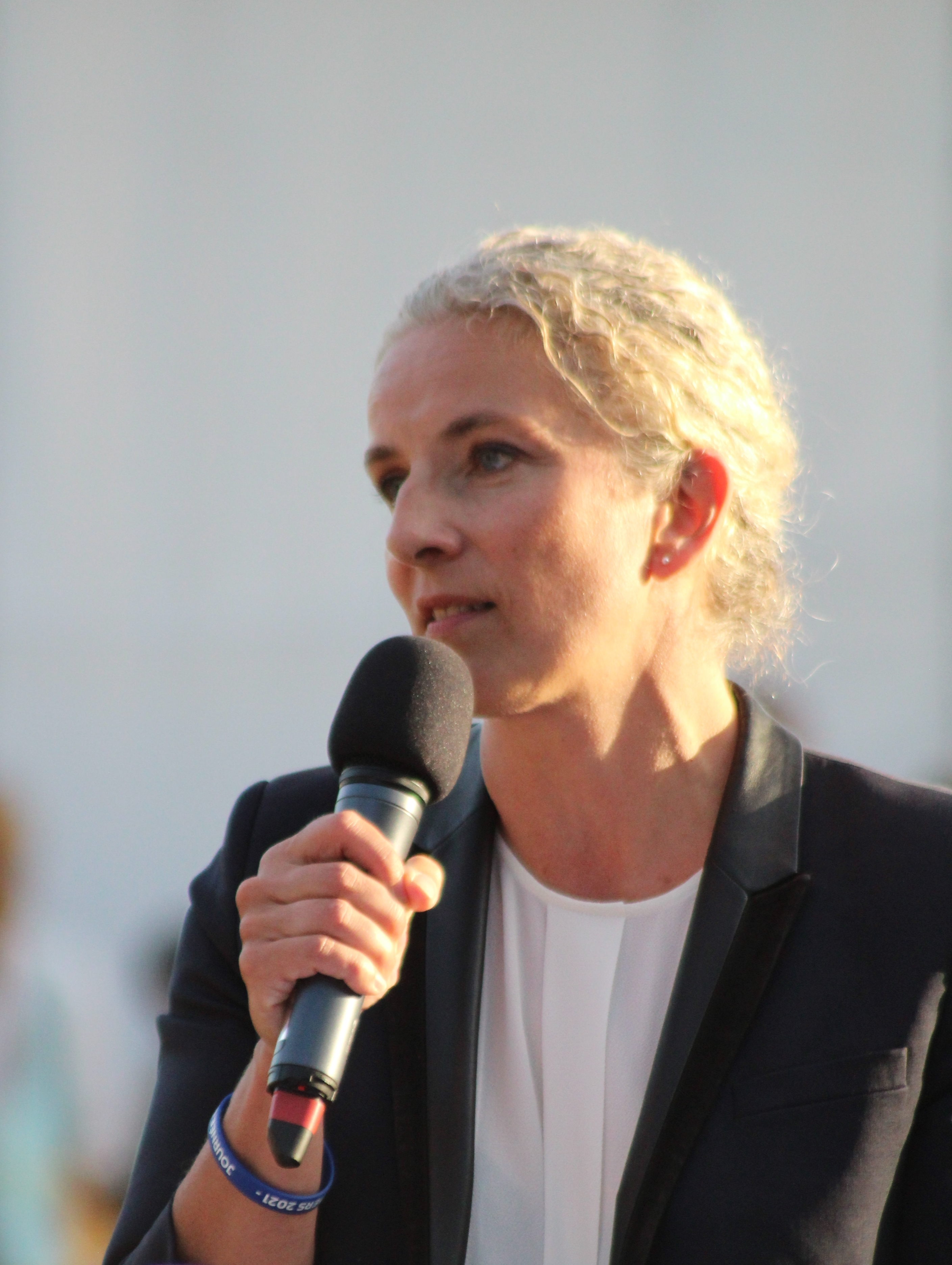
Delphine Batho lors des journées d'été des Écologistes en 2021.

### Départ du PS et présidence de Génération écologie
Le 16 janvier 2018, Delphine Batho annonce sa candidature au poste de premier secrétaire du Parti socialiste. Elle dénonce toutefois les manœuvres de la direction du PS : 
« Je conteste de A à Z les modalités d'organisation de ce congrès de confiscation, dans ce qui n'est plus un parti mais une petite mafia politique avec ses parrains, ses lieutenants, ses exécutants. J'ai découvert qu'il y avait eu un traficotage des statuts au dernier moment pour changer les règles du jeu, dans l'objectif de reconduire la même aristocratie politique. Je ne peux pas être complice d'un congrès illégitime ». Elle attaque son parti en justice mais est déboutée.
À l'occasion du congrès du PS en janvier 2018, elle fait une proposition intitulée « Mitterrand, réveille-toi, ils sont devenus fous » qui est refusée par manque de parrainages. Le 2 mai 2018, elle annonce qu'elle quitte le PS et qu'elle prendra la tête de Génération écologie en septembre, succédant ainsi à Yves Piétrasanta. Elle quitte également le groupe Nouvelle gauche à l'Assemblée nationale et rejoint les non-inscrits. Elle est élue nouvelle présidente de Génération écologie le 10 septembre 2018. Mediapart indique qu'avec cette nouvelle responsabilité, « elle a coupé les ponts avec ses anciens camarades socialistes, même si elle reste une proche de l’ex-député Malek Boutih ».
Le 23 novembre 2018, le philosophe Dominique Bourg, ancien président du Conseil scientifique de la fondation Nicolas Hulot, annonce qu'il rejoint Delphine Batho et s'engage en politique à ses côtés. En 2019, Dominique Bourg conduit une liste aux élections européennes regroupant plusieurs mouvements politiques, dont Génération écologie, le Mouvement des progressistes, fondé par Robert Hue, et l'Union des démocrates et des écologistes, fondée par Jean-Vincent Placé et Jean-Luc Bennahmias. Delphine Batho figure de façon symbolique en position non-éligible sur cette liste, en avant-dernière place. En janvier 2019, elle publie un manifeste pour une écologie intégrale, préfacé par Dominique Bourg, qui « plaide pour un renversement radical autour de la cause écologique » selon La Croix. La liste « Urgence écologie » obtient 1,82 % des voix aux élections européennes de mai 2019.
En mai 2020, elle rejoint et devient vice-présidente du nouveau groupe Écologie démocratie solidarité, essentiellement composé d'anciens membres du groupe La République en marche dont Cédric Villani, Matthieu Orphelin et Paula Forteza.
Après avoir plaidé pour une alliance des écologistes en vue de l'élection présidentielle de 2022, elle annonce, en juillet 2021, sa candidature à la primaire des écologistes. Mediapart relève qu'elle « se targue de porter la ligne la plus radicale » des candidats de la primaire et se dit « la seule » à « assumer la rupture avec le consumérisme et la société de consommation » afin de renouer avec une « plus grande qualité de vie ». Mediapart ajoute qu'elle « se distingue aussi par sa raideur sur les questions dites « républicaines » », comme en témoigne sa participation à la manifestation organisée le 19 mai 2021 par les syndicats de policiers. Elle prône la décroissance, se présente comme « écoféministe », « 100 % laïque », et défend une candidature écologiste autonome à l'élection présidentielle,,.
Elle finit troisième du premier tour de la primaire avec 22,32 % des voix. En décembre 2021, elle succède à Matthieu Orphelin comme porte-parole de Yannick Jadot pour la campagne présidentielle.

## Synthèse des résultats électoraux

### Élections législatives
| Année | Parti | Parti      | Circonscription    | 1er tour | 1er tour | 2d tour | 2d tour | Issue |
| Année | Parti | Parti      | Circonscription    | %        | Rang     | %       | Rang    | Issue |
| ----- | ----- | ---------- | ------------------ | -------- | -------- | ------- | ------- | ----- |
| 2007  |       | PS         | 2e des Deux-Sèvres | 44,55    | 1re      | 57,42   | 1re     | Élue  |
| 2012  | 53,18 | PS         | 2e des Deux-Sèvres |          |          | Élue    |         |       |
| 2017  | 29,79 | PS         | 2e des Deux-Sèvres | 2e       | 56,94    | 1re     | Élue    |       |
| 2022  |       | GÉ (NUPES) | 2e des Deux-Sèvres | 38,38    | 1re      | 57,88   | 1re     | Élue  |
| 2024  |       | GÉ (NFP)   | 2e des Deux-Sèvres | 38,57    | 1re      | 59,21   | 1re     | Élue  |

## Publications
- Insoumise, Éditions Grasset et Fasquelle, 2014, 220 p.  (ISBN 978-2-246-81180-0).
- Écologie intégrale le manifeste, Éditions du Rocher, 2019, 120 p. Dans cet ouvrage, elle affirme que l'écologie est devenue une question de vie ou de mort et que l'alternative binaire à laquelle l'espèce humaine est confrontée se résume à « écologie ou barbarie ». Selon elle, le clivage politique du XXIe siècle oppose les « terriens » aux « destructeurs », et non plus la droite à la gauche[78].

### Ouvrages collectifs
- « De la rébellion à l'écologie de gouvernement », dans Laurent Testot et Laurent Aillet (direction), Collapsus : Changer ou disparaître ? Le vrai bilan sur notre planète, Éditions Albin Michel, 2020, 352 p. (ISBN 978-2-22644-897-2).